# Torneo Internacional de las Américas
El Torneo Internacional de las Américas también conocido como Torneo las Américas es un torneo internacional de fútbol juvenil que se disputa desde el año 2002, su organización está a cargo de la Liga Vallecaucana de Fútbol, la empresa de representación de futbolistas Colombiagol, la a División Aficionada del Fútbol Colombiano (Difutbol) y la Federación Colombiana de Fútbol.
Actualmente cuenta con 17 ediciones en las cuales se ha registrado la participación de grandes equipos de toda América entre ellos Atlas de Guadalajara, Cobreloa de Chile, Emelec de Ecuador, Mineros de Venezuela y selecciones de categorías juveniles originarias de países como Panamá, Ecuador, Colombia y Venezuela.
Inicialmente se disputó en la Costa Atlántica se llevó a cabo en las ciudades de Barranquilla, Santa Marta y Cartagena, desde la segunda edición se realiza a cabo en el Valle del Cauca durante el mes de octubre. 
El equipo que más veces ha logrado el título es Deportivo Cali con seis títulos. Desde 2016 el torneo se lleva a cabo en tres categorías: Sub-15, Sub-17 y Sub-19.
El torneo ha sido vitrina de grandes jugadores como James Rodríguez, Sebastián Pérez, Abel Aguilar, Cristian Zapata, Juan Pablo Pino, Adrián Ramos, Fredy Montero, Jefferson Montero, David Ospina, Rafael Borré, Teófilo Gutiérrez entre otros.

## Campeones Sub-17
| Año     | Campeón              | Subcampeón           |
| ------- | -------------------- | -------------------- |
| 2002    | América de Cali      | Emelec               |
| 2003    | Deportivo Cali       | Colombia Sub-17      |
| 2004    | Atlas de Guadalajara | América de Cali      |
| 2006    | Colombia Sub-17      | América de Cali      |
| 2007    | Deportivo Cali       | Bogotá F.C.          |
| 2007-II | Boca Juniors de Cali | Deportivo Cali       |
| 2008    | América de Cali      | Atlas de Guadalajara |
| 2009    | Club Alexis Garcia   | Atlético Nacional    |
| 2010    | Colombia Sub-17      | Atlas de Guadalajara |
| 2011    | Deportivo Cali       | América de Cali      |
| 2012    | Deportivo Cali       | Boca Juniors de Cali |
| 2013    | Deportivo Cali       | Boca Juniors de Cali |
| 2014    | Deportivo Cali       | Norte América        |
| 2015    | Fútbol Paz           | Cortuluá             |
| 2016    | Orsomarso            | Atlético Colombia    |
| 2017    | Boca Juniors de Cali | CD La Mazzia         |
| 2018    | Ecuador Sub 17       | Academia Alemana     |

## Campeones Sub-19
| Año  | Campeón              | Subcampeón               |
| ---- | -------------------- | ------------------------ |
| 2012 | Boca Juniors de Cali | Deportivo Cali           |
| 2013 | México Sub-19        | Cortuluá                 |
| 2014 | Deportivo Cali       | Universitario de Popayán |
| 2015 | Deportes Quindio     | Deportivo Cali           |
| 2016 | Deportes Quindio     | Llaneros                 |
| 2017 | Cyclones (Cali)      | América de Cali          |
| 2018 | Cyclones (Cali)      | Tigres                   |

## Palmarés

### Campeonato Sub-17
| Club                 | Títulos | Subcampeonatos | Años campeón                       | Años subcampeón  |
| -------------------- | ------- | -------------- | ---------------------------------- | ---------------- |
| Deportivo Cali       | 6       | 1              | 2003, 2007, 2011, 2012, 2013, 2014 | 2007-II          |
| América de Cali      | 2       | 3              | 2002, 2008                         | 2004, 2006, 2011 |
| Boca Juniors de Cali | 2       | 2              | 2007-II, 2017                      | 2012,2013        |
| Colombia Sub-17      | 2       | 1              | 2006, 2010                         | 2003             |
| Atlas de Guadalajara | 1       | 2              | 2004                               | 2008, 2010       |
| Club Alexis Garcia   | 1       | 0              | 2009                               |                  |
| Ecuador Sub-17       | 1       | 0              | 2018                               |                  |
| Osormaso             | 1       | 0              | 2016                               |                  |
| Fútbol Paz de Cali   | 1       | 0              | 2015                               |                  |
| Emelec               | 0       | 1              |                                    | 2002             |
| Bogotá F.C           | 0       | 1              |                                    | 2007             |
| Atlético Nacional    | 0       | 1              |                                    | 2009             |
| Norte América        | 0       | 1              |                                    | 2014             |
| Cortuluá             | 0       | 1              |                                    | 2015             |
| Atlético Colombia    | 0       | 1              |                                    | 2016             |
| CD La Mazzia         | 0       | 1              |                                    | 2017             |
| Academia Alemana     | 0       | 1              |                                    | 2018             |

### Campeonato Sub-19
| Club                     | Títulos | Subcampeonatos | Años campeón | Años subcampeón |
| ------------------------ | ------- | -------------- | ------------ | --------------- |
| Cyclones (Cali)          | 2       | 0              | 2017, 2018   |                 |
| Deportes Quíndio         | 2       | 0              | 2015, 2016   |                 |
| Deportivo Cali           | 1       | 2              | 2014         | 2012, 2015      |
| Boca Juniors de Cali     | 1       | 0              | 2012         |                 |
| México Sub-20            | 1       | 0              | 2013         |                 |
| Cortuluá                 | 0       | 1              |              | 2013            |
| Universitario de Popayán | 0       | 1              |              | 2014            |
| Llaneros                 | 0       | 1              |              | 2016            |
| América de Cali          | 0       | 1              |              | 2017            |
| Tigres                   | 0       | 1              |              | 2018            |